# シャルル1世 (ギーズ公)
シャルル1世（Charles Ier de Guise, 1571年8月2日 - 1640年9月30日）は、ヴァロワ朝末期からブルボン朝初期のフランス王国の貴族でギーズ公。アンリ1世と妃カトリーヌ・ド・クレーヴの長男。ギーズ枢機卿ルイ、シュヴルーズ公クロードの兄。

## 生涯
1574年に亡くなった大叔父のシャルル枢機卿のシュヴルーズ公爵位を相続したが、1588年に父がフランス王アンリ3世に暗殺されると幽閉された。1591年に脱出、カトリック同盟のリーダーに推されたが、1594年にアンリ4世と和睦、100万リーブルでプロヴァンス知事の職を買い取り、レヴァントの提督に就任、妻の権利でジョワイユーズ公にもなった。
しかし、リシュリューとルイ13世の母マリー・ド・メディシスとの対立でマリーに与したため、1631年にマリーが失脚するとイタリアへ亡命、1640年にシエーナで亡くなった。長男のフランソワはフィレンツェで父に先立って亡くなっていたため次男のアンリ2世が公爵位を継いだ。

## 子女
1611年1月6日、ジョワイユーズ女公アンリエットと結婚、7人の子を儲けた。
- フランソワ（1612年 - 1639年）
- アンリ2世（1614年 - 1664年） - ランス大司教[7]、ギーズ公
- マリー（1615年 - 1688年）[8] - ギーズ女公
- シャルル・ルイ（1618年 - 1637年）
- ルイ（1622年 - 1654年） - ジョワイユーズ公、アングレーム公[8]。ギーズ公ルイ・ジョゼフの父。
- フランソワーズ・ルネ（1621年 - 1682年） - モンマルトル女子修道院長[6]
- ロジェ（1624年 - 1653年） - 「ジョアンヴィルの騎士（Chevalier de Joinville）」のちに「ギーズの騎士（Chevalier de Guise）」と呼ばれた[8]。マルタ騎士団の騎士。